# Legge ordinaria
Una legge ordinaria è una legge approvata da un'assemblea legislativa all'esito di una procedura non speciale (ordinaria) e che, per tale ragione, si distingue ad esempio dalle leggi costituzionali e, in certi ordinamenti, dalle leggi organiche.
Nella gerarchia delle fonti è sottordinata alla Costituzione, alle leggi costituzionali e alle eventuali leggi organiche; nondimeno, il concetto di legge ordinaria presuppone una costituzione rigida giacché, in presenza di costituzione flessibile, tutte le leggi hanno il medesimo rango, non presentando alcuna forza passiva peculiare.

## Caratteri generali
La legge è la prima delle norme giuridiche ad essere stata caratterizzata - all'affermarsi del costituzionalismo moderno - del requisito della primarietà. Solitamente la legge ordinaria ha competenza generale e residuale, nel senso che può disciplinare qualsiasi materia, escluse solo quelle che la costituzione gli sottrae e attribuisce ad altra fonte, come la legge costituzionale (riserva di legge costituzionale), la legge organica (riserva di legge organica) o il regolamento parlamentare. Un'eccezione è rappresentata dalla Costituzione della V Repubblica francese che attribuisce la competenza generale e residuale al regolamento governativo (art. 37), mentre le competenze della legge ordinaria sono tassativamente enumerate (art. 34).
Negli stati federali e regionali, oltre al parlamento della federazione o dello Stato centrale, anche i parlamenti degli stati federati o gli analoghi organi legislativi degli enti regionali (come il consiglio regionale in Italia) possono adottare leggi ordinarie (sicché si distinguono leggi federali o statali, da un lato, e leggi statali, regionali, provinciali ecc. dall'altro). In questo caso, la costituzione dello Stato federale o centrale ripartisce le competenze tra legislatore federale o statale e legislatore dello Stato federato o regionale sulla base della materia, solitamente elencando le materie attribuite ad uno dei due e demandando all'altro la competenza per tutte le materie non contemplate nell'elenco (competenza residuale o poteri residui); tale competenza residuale è sovente attribuita agli stati federati nei sistemi federali, allo Stato centrale in quelli regionali, ma non mancano eccezioni (ad esempio, le regioni italiane hanno competenza legislativa residuale).
In generale, le costituzioni escludono dalla disciplina di determinate materie le fonti subordinate alla legge ordinaria, ponendo così una riserva di legge che può essere relativa, se la legge ordinaria può limitarsi a stabilire i principi della disciplina demandando le regole di dettaglio a fonte subordinata, o assoluta, se l'intervento delle fonti subordinate è del tutto precluso. A volte la Costituzione, oltre a stabilire la riserva, richiede che la legge (ordinaria, organica o costituzionale) sia adottata con procedimento aggravato rispetto alle altre leggi dello stesso tipo o pone dei limiti alla discrezionalità del legislatore riguardo al suo contenuto: si parla in questi casi di riserva rinforzata e, nel caso di aggravamento procedimentale, di legge rinforzata o atipica.
L'organo legislativo esercita alcune funzioni non normative con atti aventi forma di legge ordinaria per previsione costituzionale (ad esempio, l'approvazione del Bilancio dello Stato); in questi casi si è di fronte a leggi meramente formali che, pur avendo la forma (e la forza) della legge ordinaria, non sono atti normativi.
Nell'ambito della funzione legislativa si possono creare - con legge ordinaria - norme prive dei caratteri di generalità e astrattezza; pur non essendo vietate, queste leggi si prestano ad uno scrutinio di costituzionalità particolarmente incisivo, contro i rischi di eccesso di potere legislativo: è il caso della cosiddetta legge-provvedimento e della legge di interpretazione autentica.

## Il potere legislativo
In Italia il potere legislativo spetta al Parlamento, ai sensi dell'art. 70 della Costituzione, alle regioni a statuto ordinario, ai sensi dell'art. 117 della Costituzione, e alle regioni a statuto speciale, ai sensi dei rispettivi statuti, che sono leggi costituzionali. Le regioni esercitano il potere legislativo attraverso i propri consigli. Lo statuto del Trentino-Alto Adige attribuisce competenze legislative anche alle Province autonome di Trento e di Bolzano, attraverso i rispettivi consigli.
Le leggi ordinarie approvate dal Parlamento sono denominate leggi, senza ulteriori specificazioni. Sono, invece, denominate leggi regionali quelle approvate dai consigli regionali e leggi provinciali quelle approvate dai consigli provinciali di Trento e Bolzano.

### Competenze
Il Parlamento è competente a legiferare nelle materie espressamente indicate dal secondo comma dell'articolo 117 della Costituzione, mentre le regioni a statuto ordinario sono competenti a legiferare nelle restanti materie. Vi è poi un secondo elenco, contenuto nel terzo comma dell'articolo 117, di materie dette di legislazione concorrente, attribuite alla competenza delle regioni che devono, però, legiferare nel rispetto di principi fondamentali la cui determinazione è riservata allo Stato; tali principi sono stabiliti dallo Stato mediante apposite leggi ordinare (cosiddette  leggi-quadro o leggi-cornice) o desunti dalla legislazione statale in vigore.
Le competenze legislative delle regioni a statuto speciale e delle province autonome di Trento e Bolzano, più ampie di quelle delle regioni a statuto ordinario, non sono disciplinate nella Costituzione, ma nei rispettivi statuti regionali.
Sono sottratte alla competenza della legge ordinaria, statale o regionale:
- le materie che la Costituzione riserva alla legge costituzionale;
- l'organizzazione e il funzionamento delle camere, riservati ai rispettivi regolamenti parlamentari (artt. 64 e 72 Cost.);
- la forma di governo e i principi fondamentali di organizzazione e funzionamento delle regioni a statuto ordinario, nonché l'esercizio del diritto di iniziativa e del referendum sulle leggi e provvedimenti amministrativi e la pubblicazione delle leggi e dei regolamenti di tali regioni, che l'art. 123 della Costituzione riserva agli statuti regionali.

### Riserve di legge
Numerose sono le norme della Costituzione che riservano alla legge ordinaria la disciplina di determinate materie: a disciplinarle sarà, secondo i casi, la legge statale oppure quella regionale (o provinciale), secondo la ripartizione delle competenze stabilita nell'art. 116 della Costituzione e negli statuti regionali speciali. Le norme costituzionali, però, non precisano se le riserve da esse poste sono relative o assolute, sicché lo deve dedurre l'interprete basandosi sul tenore letterale della disposizione e sulla natura della materia.
Si ritiene sia riserva di legge assoluta e formale – nel senso che esclude non solo i regolamenti, ma anche gli atti del Governo aventi forza di legge – quella stabilita, seppur implicitamente, dall'art. 72 della Costituzione in materia elettorale, di delegazione legislativa, di autorizzazione a ratificare trattati internazionali e di approvazione di bilanci e consuntivi. Si argomenta, infatti, che se in queste materie il Parlamento non può ricorrere, come si vedrà, a una procedura legislativa diversa da quella ordinaria, a maggior ragione si deve ritenere escluso il ricorso ad atti diversi dalla legge.
Esempi di riserva di legge assoluta, ma non formale, sono quelle stabilite:
- dall'art. 25 della Costituzione in materia di istituzione e competenza dei giudici, pene e misure di sicurezza;
- a tutela dei diritti e delle libertà fondamentali, dagli art. 13 (libertà personale), 14 (inviolabilità del domicilio), 15 (libertà e segretezza della corrispondenza e delle comunicazioni), 16 (libertà di circolazione e soggiorno) e 21 (libertà di pensiero, parola e stampa) della Costituzione. Alcune di queste riserve sono rinforzate nel contenuto (ad esempio, quella posta dall'art. 16, 1° co, Cost.)

Sono, invece, esempi di riserva di legge relativa quelle stabilite:
- dall'art. 23 della Costituzione sull'imposizione di prestazioni personali e patrimoniali;
- dall'art. 97 della Costituzione sull'organizzazione dei pubblici uffici.

Esempi di riserva di legge rinforzata nel procedimento sono quelle poste:
- dall'art. 8 della Costituzione, laddove stabilisce che i rapporti tra lo Stato e le confessioni religiose diverse dalla cattolica sono regolati per legge sulla base di intese con le relative rappresentanze;
- dall'art. 116 della Costituzione, laddove stabilisce che con legge approvata dalle camere a maggioranza assoluta dei componenti, sulla base di intesa fra lo Stato e una regione a statuto ordinario, possono essere attribuita a questa ulteriori forme e condizioni particolari di autonomia, su iniziativa della regione stessa e sentiti gli enti locali;
- dall'art. 132 della Costituzione, laddove stabilisce che le province e comuni, su loro richiesta, possono essere staccati da una regione e aggregati ad un'altra con legge statale, sentiti i consigli regionali e con l'approvazione delle popolazioni espressa mediante referendum.

### Procedimento legislativo
- Il procedimento legislativo è avviato da uno dei soggetti ai quali è attribuito il potere d'iniziativa, con la presentazione di un progetto di legge a una delle camere, nel caso di legge statale, o al consiglio regionale, nel caso di legge regionale. Il progetto di legge prende il nome di disegno di legge se proviene dal Governo o, rispettivamente, dalla giunta regionale; di proposta di legge se proveniente da un altro soggetto. Perché una decisione del Parlamento diventi legge , è necessario che sia stato seguito uno specifico procedimento e cioè che diversi atti giuridici siano stati compiuti nella sequenza prescritta; soltanto al termine di tale procedimento la legge ha esistenza nell'ordinamento giuridico, cioè entra in vigore ed è obbligatoria per tutti. Il procedimento per la formazione delle leggi è disciplinato dagli artt. 71-74 della Costituzione e si comprende delle seguenti fasi:
- Iniziativa
- Discussione e approvazione
- Promulgazione
- Pubblicazione

Poiché in Italia vige un sistema bicamerale paritario ogni legge deve essere approvata da ciascuna Camera con lo stesso testo. Il procedimento può iniziare indifferentemente dalla Camera dei deputati o dal Senato; quando la prima Camera ha approvato la legge, deve trasmetterla alla seconda che inizierà da capo la discussione e alla fine approverà il testo a sua volta. Se però la seconda Camera approva il testo con alcune modifiche dovrà ritrasmetterlo alla prima perché lo approvi nella nuova versione. Quest'ultima  è però libera di modificarlo ancora, il che renderà necessario un nuovo intervento dell'altra Camera e così  via finché lo stesso testo non verrà approvato da ciascuna delle due Camere.

#### Leggi statali

##### Fase dell'iniziativa
L'iniziativa di legge è la facoltà di proporre una legge alla discussione del Parlamento e deve essere redatta in articoli. Per le leggi statali, il potere di iniziativa spetta:
- al Governo (art. 71 Cost.), i cui disegni di legge devono essere approvati dal Consiglio dei ministri (art. 2, co. 3, legge 23 agosto 1988, n. 400) e autorizzati dal Presidente della Repubblica (art. 87 Cost.);
- a ciascun membro delle camere (art. 71 Cost.), che può presentare la proposta di legge alla camera di appartenenza;
- al popolo (art. 71 Cost.), che lo esercita presentando una proposta di legge sottoscritta da almeno cinquantamila cittadini (cosiddetta iniziativa popolare);
- al Consiglio nazionale dell'economia e del lavoro (art. 99, 3° co, Cost.);
- a ciascun Consiglio regionale (art. 121 Cost), che lo esercita con legge regionale (cosiddetta legge voto);
- agli altri organi e soggetti eventualmente individuati con legge costituzionale (art. 71 Cost.)

##### Fase istruttoria e costitutiva
Secondo l'art. 72 della Costituzione, ogni progetto di legge, presentato ad una Camera è, secondo le norme del suo regolamento, esaminato dalla commissione e poi dalla camera stessa, che l'approva articolo per articolo e con votazione finale. I regolamenti delle camere delineano tre diversi procedimenti - ordinario, decentrato e misto - demandando la decisione sul l'adozione degli ultimi due al Presidente, nel Senato, e all'assemblea, su proposta del Presidente, nella Camera dei deputati.
Nel procedimento ordinario la commissione competente per materia (in sede referente) esamina e discute il progetto di legge, potendo anche apportare modifiche al testo originario (emendamenti), proposte dai parlamentari, o unificare più progetti aventi lo stesso oggetto. Nel corso dell'esame la commissione può o, in certi casi, deve acquisire il parere di altre commissioni (in sede consultiva). In esito ai lavori, la commissione trasmette il progetto di legge all'assemblea (o, come si suol dire, all'aula) unitamente a una relazione di maggioranza ed eventualmente a una o più relazioni di minoranza. L'aula procede a una preliminare discussione sulle linee generali del progetto di legge, che si conclude con la presentazione e votazione di ordini del giorno di prosecuzione o meno del procedimento; se il voto è favorevole alla prosecuzione, si passa alla discussione e votazione sui singoli articoli e relativi emendamenti, proposti dai parlamentari o dal Governo, e, quindi, alla votazione finale sul progetto nel suo complesso.
Il procedimento decentrato (o per commissioni) trova il suo fondamento nell'art. 72 della Costituzione, laddove prevede che il regolamento di ciascuna camera può stabilire i casi nei quali l'esame e l'approvazione del progetto di legge avvengono in commissione (in sede deliberante), senza passare dall'aula. La norma pone, però, due limiti:
- il passaggio in aula non può essere evitato se è richiesto dal Governo, da un decimo dei componenti della camera o da un quinto dei componenti della commissione;
- è in ogni caso necessaria l'approvazione dell'aula per i progetti di legge in materia elettorale e per quelli di delegazione legislativa, di autorizzazione a ratificare trattati internazionali, di approvazione di bilanci e consuntivi (cosiddetta riserva di assemblea).[5] A queste ipotesi i regolamenti delle camere aggiungono i disegni di legge di conversione dei decreti-legge e i progetti di legge rinviati alle camere dal Presidente della Repubblica.

Il procedimento misto, per quanto non espressamente previsto dalla Costituzione, si ritiene ammissibile alla luce della norma costituzionale che consente il ricorso al procedimento decentrato ed è, perciò, sottoposto agli stessi limiti. In questo caso, la commissione (in sede redigente) non solo esamina e discute preliminarmente il progetto di legge, ma lo approva anche articolo per articolo, mentre l'assemblea si limita alla votazione sul testo così predisposto, potendolo solo respingere o approvare, senza possibilità di emendamenti (nel Senato non è nemmeno previsto il voto dell'aula articolo per articolo, nella Camera dei deputati è previsto, ma senza dichiarazioni di voto).
Il progetto di legge deve essere approvato, con le modalità ora illustrate, da ciascuna camera. Se una delle camere apporta delle modifiche al testo già approvata dall'altra, il testo modificato ritorna a quest'ultima per una nuova approvazione (è la cosiddetta navetta parlamentare, che può ripetersi più volte).

##### Fase integrativa dell'efficacia
La legge approvata da entrambe le camere è perfetta ma non ancora efficace. L'art. 73 della Costituzione stabilisce che le leggi sono promulgate dal Presidente della Repubblica entro un mese dall'approvazione; tuttavia, se le camere, ciascuna a maggioranza assoluta dei propri componenti, ne dichiarano l'urgenza, la legge è promulgata nel termine da essa stabilito. Le leggi sono pubblicate sulla Gazzetta Ufficiale della Repubblica Italiana subito dopo la promulgazione ed entrano in vigore, diventando così efficaci, il quindicesimo giorno successivo alla loro pubblicazione (cosiddetta vacatio legis), salvo che le leggi stesse stabiliscano un termine diverso.
L'art. 74 della Costituzione consente al Presidente della Repubblica di chiedere, con messaggio motivato alle camere, prima di promulgare la legge, una nuova deliberazione sulla stessa (cosiddetto rinvio della legge alle camere). Se le camere approvano nuovamente la legge, il Presidente della Repubblica è tenuto a promulgarla.
Dal punto di vista formale, la promulgazione consiste nell'inserimento della seguente formula all'inizio della legge:
e della seguente formula alla fine della legge:
Seguono il luogo e la data di promulgazione, la firma del Presidente della Repubblica e la controfirma del Presidente del Consiglio dei ministri e dei ministri competenti per materia. Il Ministro della giustizia, in qualità di Guardasigilli, appone il visto e il Gran Sigillo dello Stato sulla legge e ne cura la pubblicazione nella Gazzetta Ufficiale e l'inserimento nella Raccolta ufficiale degli atti normativi.

#### Leggi regionali
Per quel che riguarda le leggi regionali, la Costituzione si limita a stabilire che devono essere approvate dal consiglio e promulgate dal presidente della giunta regionale (art. 121), senza peraltro attribuire a quest'ultimo un potere di rinvio parallelo a quello del Presidente della repubblica.
I singoli statuti disciplinano il procedimento sulla falsariga degli art. 71-73 della Costituzione. Il potere di iniziativa legislativa è attribuito ai singoli consiglieri regionali, alla giunta, a un certo numero di cittadini e, sovente, anche ad altri soggetti (enti locali, forze sociali ecc.). Il progetto di legge è esaminato in commissione e, poi, discusso e votato in aula; alcuni statuti consentono il ricorso alla commissione in sede redigente (come in Liguria) o deliberante (come in Piemonte). La promulgazione è fatta dal presidente della giunta regionale e la pubblicazione avviene sul Bollettino Ufficiale della regione.
Nel caso delle regioni a statuto speciale, non trovando applicazione l'art, 121 della Costituzione, il procedimento legislativo è interamente disciplinato dai rispettivi statuti, peraltro in termini non dissimili a quelli delle regioni a statuto ordinario.

### Denominazione e titolo
La denominazione delle leggi ordinarie statali è composta dal termine "legge" seguito dalla data di promulgazione e dal numero progressivo nell'anno (separato da una virgola e preceduto da "n."). Così, ad esempio, la "legge 7 agosto 1990, n. 241" è stata promulgata il 7 agosto del 1990 ed è la 241ª legge (o provvedimento) promulgata in quell'anno. La legge può anche essere citata in modo abbreviato, indicando solo il numero progressivo e l'anno di promulgazione, separati da una barra (nel nostro esempio, "legge n. 241/1990)". Oltre a questa denominazione, la legge ha un titolo che riassume sinteticamente il suo contenuto (ad esempio, quello della legge ora citata è "Nuove norme sul procedimento amministrativo").
La denominazione delle leggi regionali e provinciali segue criteri del tutto analoghi, sostituendo il termine "legge" con "legge regionale" o "legge provinciale".

### Numerazione
La numerazione delle leggi, come predetto, segue l'anno solare, ossia dal 1º gennaio al 31 dicembre dell'anno di riferimento. Tuttavia, la numerazione non riguarda solo la legge ordinaria anche nella forma del decreto legge o del decreto legislativo, ma anche altri decreti c.d. numerati, ossia i regolamenti adottati con decreto del presidente della Repubblica, o con decreto ministeriale o ancora con decreto del presidente del consiglio dei ministri. Pertanto, si potrà avere una sequenza del tipo: legge n. 1 dell'anno x, decreto ministeriale n. 2 dell'anno x, legge n. 3 dell'anno x, ecc.
Inoltre, le leggi costituzionali hanno una numerazione differente, ossia con l'indicazione legge n. 2 dell'anno di riferimento si potrà avere sia una legge ordinaria (o altro provvedimento come riportato sopra) che una legge costituzionale. Anche in questo caso con l'inizio dell'anno nuovo inizierà nuovamente la numerazione delle leggi costituzionali.
Da notare che la numerazione non è stata sempre annuale. Con l'inizio del Regno d'Italia nel 1861 la numerazione procedeva per cicli decennali, ossia dal 1861 al 1870, per poi iniziare nuovamente dal 1871 al 1880, e poi dal 1881 al 1890. Infatti, non era raro che la numerazione arrivasse o superasse il numero di cinquemila. Da 1891 la numerazione degli atti normativi ha preso l'attuale cadenza annuale.
Inoltre, durante la seconda guerra mondiale attesa la situazione di divisione dell'Italia con il regio decreto 30 ottobre 1943, n. 1/B recante apposizione del «Visto» alle leggi e ai decreti durante l'assenza del Ministro Guardasigilli per contingenze di guerra., il Governo aveva nella sostanza acquisito il potere di legiferare, e la numerazione in quell'anno si interruppe il 22 settembre 1943, con il provvedimento n. 753, per iniziare con il n. 1/B del 30 ottobre 1943. Dal 1º gennaio 1944 la numerazione riprese l'ordinaria cadenza annuale con il n. 1.
Durante il periodo costituzionale transitorio che ha portato dal Regno d'Italia (1861-1946) alla Repubblica Italiana, con il referendum istituzionale del 2 giugno 1946, la numerazione dei provvedimenti venne fatta iniziare da tale data dal numero 1. Infatti, nell'anno 1946 abbiamo 629 provvedimenti emanati con decreto legislativo luogotenenziale o con decreto luogotenenziale o ancora con regio decreto o con regio decreto legislativo, in pratica fino alla data del referendum, per poi iniziare nuovamente dal n. 1 ma emanato con decreto del capo provvisorio dello stato, o con decreto legislativo del capo provvisorio dello stato, e poi con decreto presidenziale o con decreto legislativo presidenziale fino al n. 844 della fine dell'anno 1946, per un totale di n. 1472 provvedimenti normativi, per ritornare dal 1947 con l'ordinaria numerazione.
Infine, per lungo periodo sino alla legge n. 400/1988 non si riusciva a distinguere un decreto legislativo che è una legge da un regolamento in quanto entrambi venivano emanati decreto del presidente della repubblica. Da tale anno con l'art. 14 della legge n. 400/1988 gli atti legislativi di attuazione di una legge delega vengono emanati con la dicitura "decreto legislativo", seguendo la numerazione dell'anno in corso come sopra descritto.